# إدغار جي. شيرمان
إدغار جي. شيرمان هو محامي وسياسي أمريكي، ولد في 28 نوفمبر 1834 في ويذرسفيلد في الولايات المتحدة، وتوفي في 9 يونيو 1914 في وندسور في الولايات المتحدة. نشط حزبياً في الحزب الجمهوري. وقد انتخب عضو مجلس نواب ماساتشوستس ‏.